# Blasteroids
Blasteroids — компьютерная игра, одно из продолжений популярной игры Asteroids, вышедшей в 1975 году. Она была разработана Atari Games (которая позже стала частью Midway Games West) и  выпущена в виде аркадного автомата в 1987 году. В 1989 году игра была портирована компанией Image Works на платформы Amiga, Amstrad CPC, Atari ST, C64/128, MSX, MS-DOS PC и ZX Spectrum.

## Игровой процесс
Игровой процесс похож на присутствовавший в оригинальной игре: игрок или игроки управляют космическими кораблями, расстреливая астероиды. В игре используется вид сверху. Игрок может поворачивать корабль в любом направлении и включать двигатель, разгоняя корабль в текущем направлении. Чтобы замедлиться или остановиться, необходимо повернуть корабль в направлении, противоположном движению, и включить двигатель на некоторое время, чтобы погасить скорость. У корабля имеется ограниченный запас топлива («энергии»). Энергия расходуется при ускорении корабля. Кроме того, у корабля имеются щиты, защищающие его от вражеского огня. При попадании по кораблю также расходуется энергия. Корабль может трансформироваться тремя способами: «Speeder» — самый быстрый вариант, «Fighter» — вариант с наибольшей огневой силой и «Warrior» — вариант с дополнительной бронёй. В многопользовательской игре корабли игроков также могут стыковаться между собой.
Игрок должен уничтожить все астероиды, которые пролетают через игровое поле с определённой скоростью. Астероиды бывают разных размеров. Большие астероиды при попадании разваливаются на несколько маленьких. Полностью уничтожаются при попадании только самые маленькие астероиды. Есть несколько разных видов астероидов: красные астероиды после уничтожения оставляют кристаллы, усиливающие игрока; астероиды-яйца при уничтожении выпускают пиявок, которые высасывают энергию из корабля игрока и т.д. Кроме астероидов, игрока пытаются уничтожить также вражеские космические корабли.
После очистки всех секторов от астероидов появляется босс Mukor.

## Восприятие
Журнал Zzap! оценил версию для Commodore 64 и Amiga на 83 балла из 100, описав её как «в высшей степени играбельный, высшего класса перенос игры с аркадного автомата». В целом, основная масса обозревателей оценила игру положительно. Самая высокая оценка была присвоена версии для Atari ST журналом Computer and Video Games (90%), самые низкие — изданиями Datormagazin (2/10, Commodore 64), AUI (5/10, Amiga), The Games Machine (61%, ZX Spectrum).